# Amanda Fortier
Amanda Fortier (* 9. März 1978 in Edmonton) ist eine ehemalige kanadische Skilangläuferin.

## Werdegang
Fortier, die für den Edmonton Nordic Ski Club startete, trat international erstmals bei den Junioren-Skiweltmeisterschaften 1996 in Asiago in Erscheinung. Dort belegte sie den 35. Platz über 5 km klassisch, den achten Rang über 15 km Freistil und den siebten Platz mit der Staffel. In den folgenden Jahren kam sie bei den Junioren-Skiweltmeisterschaften 1997 in Canmore auf den 37. Platz über 5 km klassisch, auf den 23. Rang über 15 km Freistil, sowie auf den zehnten Platz mit der Staffel und bei den Junioren-Skiweltmeisterschaften 1998 in Pontresina auf den 60. Platz über 15 km klassisch, auf den 55. Rang über 5 km Freistil und auf den 15. Platz mit der Staffel. Zu Beginn der Saison 1998/99 lief sie in Val Cartier ihr erstes Rennen im Continental-Cup, welches sie auf dem zweiten Platz über 5 km klassisch beendete. Im weiteren Saisonverlauf kam sie zweimal auf den zweiten Platz und belegte bei den Nordischen Skiweltmeisterschaften 1999 in Ramsau am Dachstein den 54. Platz über 5 km klassisch, den 51. Rang über 15 km Freistil und den 45. Platz in der Verfolgung. Zudem errang sie dort zusammen mit Beckie Scott, Milaine Thériault und Nancy Dassie den 15. Platz in der Staffel. In der Saison 2000/01 holte sie in Val Cartier über 15 km Freistil ihren ersten Sieg im Continental-Cup und in Soldier Hollow mit dem 21. Platz in der Doppelverfolgung ihre ersten Weltcuppunkte. Zudem erreichte sie dort mit dem zweiten Platz in der Staffel ihre einzige Podestplatzierung im Weltcup. Beim Saisonhöhepunkt, den Nordischen Skiweltmeisterschaften 2001 in Lahti, kam sie auf den 54. Platz in der Doppelverfolgung und auf den 50. Rang über 10 km klassisch. In ihrer letzten aktiven Saison 2001/02 siegte sie zweimal im Continental-Cup und lief im Weltcup in Lillehammer mit dem 26. Platz beim Birkebeinerrennet nochmals in die Punkteränge. Bei den Olympischen Winterspielen im Februar 2002 in Salt Lake City belegte sie den 49. Platz in der Doppelverfolgung, den 34. Rang im 15-km-Massenstartrennen und den 28. Platz über 30 km klassisch. Zudem wurde sie dort zusammen mit Sara Renner, Milaine Thériault und Beckie Scott Achte in der Staffel. Ihre Schwester Jaime Fortier war ebenfalls als Skilangläuferin aktiv.

## Siege bei Continental-Cup-Rennen
| Nr. | Datum             | Ort         | Disziplin      | Serie           |
| --- | ----------------- | ----------- | -------------- | --------------- |
| 1.  | 16. Dezember 2000 | Val Cartier | 15 km Freistil | Continental-Cup |
| 2.  | 19. Januar 2002   | Vernon      | 5 km klassisch | Continental-Cup |
| 3.  | 20. Januar 2002   | Vernon      | 15 km Freistil | Continental-Cup |

## Teilnahmen an Weltmeisterschaften und Olympischen Spielen

### Olympische Spiele
- 2002 Salt Lake City: 8. Platz Staffel, 28. Platz 30 km klassisch, 34. Platz 15 km Freistil Massenstart, 49. Platz 10 km Doppelverfolgung

### Nordische Skiweltmeisterschaften
- 1999 Ramsau am Dachstein: 15. Platz Staffel, 45. Platz 10 km Verfolgung, 51. Platz 15 km Freistil, 54. Platz 5 km klassisch
- 2001 Lahti: 50. Platz 10 km klassisch, 54. Platz 10 km Doppelverfolgung